# 練馬区立石神井西小学校
練馬区立石神井西小学校（ねりまくりつ しゃくじいにししょうがっこう）は、東京都練馬区関町北一丁目にある公立小学校。

## 沿革
- 1874年（明治7年） -  現関町北4丁目の本立寺を仮校舎とし、第一大学区第三中学区第五番小学豊島学校の第三番分校として開設。
- 1876年（明治9年） - 関村最勝寺を校舎とし、第三中学区第二十二番公立小学豊関学校として独立開校。
- 1880年（明治13年） - 現在地へ移転。敷地105坪、建物20.5坪。
- 1901年（明治34年）4月1日 - 豊関尋常小学校を廃止し、改めて北豊島郡石神井村立石神井西尋常小学校を開設。
- 1932年（昭和7年）10月1日 - 石神井村が東京市に編入され、東京市石神井西尋常小学校となる。
- 1941年（昭和16年）4月1日 - 国民学校令施行により、東京市石神井西国民学校と改称。
- 1943年（昭和18年）7月1日 - 東京都制施行により東京都石神井西国民学校となる。
- 1947年（昭和22年）4月1日 - 学校教育法施行により板橋区立石神井西小学校に改称。
- 1947年（昭和22年）8月1日 - 分区により練馬区が成立。練馬区立石神井西小学校となる。
- 1956年（昭和31年） - 関町小学校、分離独立。昭和32年3月まで、2部授業。
- 1959年（昭和34年） -  関町北小学校、分離独立。
- 1962年（昭和37年） - 立野小学校、分離独立。
- 1967年（昭和42年） - 特殊学級、開設。
- 1971年（昭和46年） - 鉄筋校舎第二期工事完了（現校舎の完成）

## 進学先中学校
石神井西中学校
※一部は関中学校、上石神井中学校にも進学する。

## 付属施設
学童クラブ

## 交通
- 西武新宿線「武蔵関駅」徒歩約10分
- 西武バス「吉祥寺通り入口」バス停　徒歩約1分
- 関東バス「関町二丁目」バス停　徒歩約2分

## 現状
- 1-6学年　各学年2クラス×6　計12クラス
- 特別支援学級（わくわく学級） 1クラス
- 合計13クラス

## 著名な卒業生
- おーくん・あきら(本名・大久保 晃）大学教員。デザイナー
- FISHBOY
- 大鶴肥満(お笑い芸人・ママタルト)